# Каравай
Карава́й (вероятно от праслав. *korva — «корова»; др.-рус. корова́й, укр. корова́й, болг. крава́й, сербохорв. кра̀вȃj, словен. kravȃj, krávaj, бел. я́ловiца) — свадебный пшеничный хлеб у славян на коровьем молоке, с куриными яйцами и сливочным маслом, большой, чаще всего круглый, который делят на свадьбе для угощения всех её участников. Обычно искусно украшенный. Формы каравая: колоб, лепёшка, пирог, каша, блины, хлебцы, зависят от типа печи.

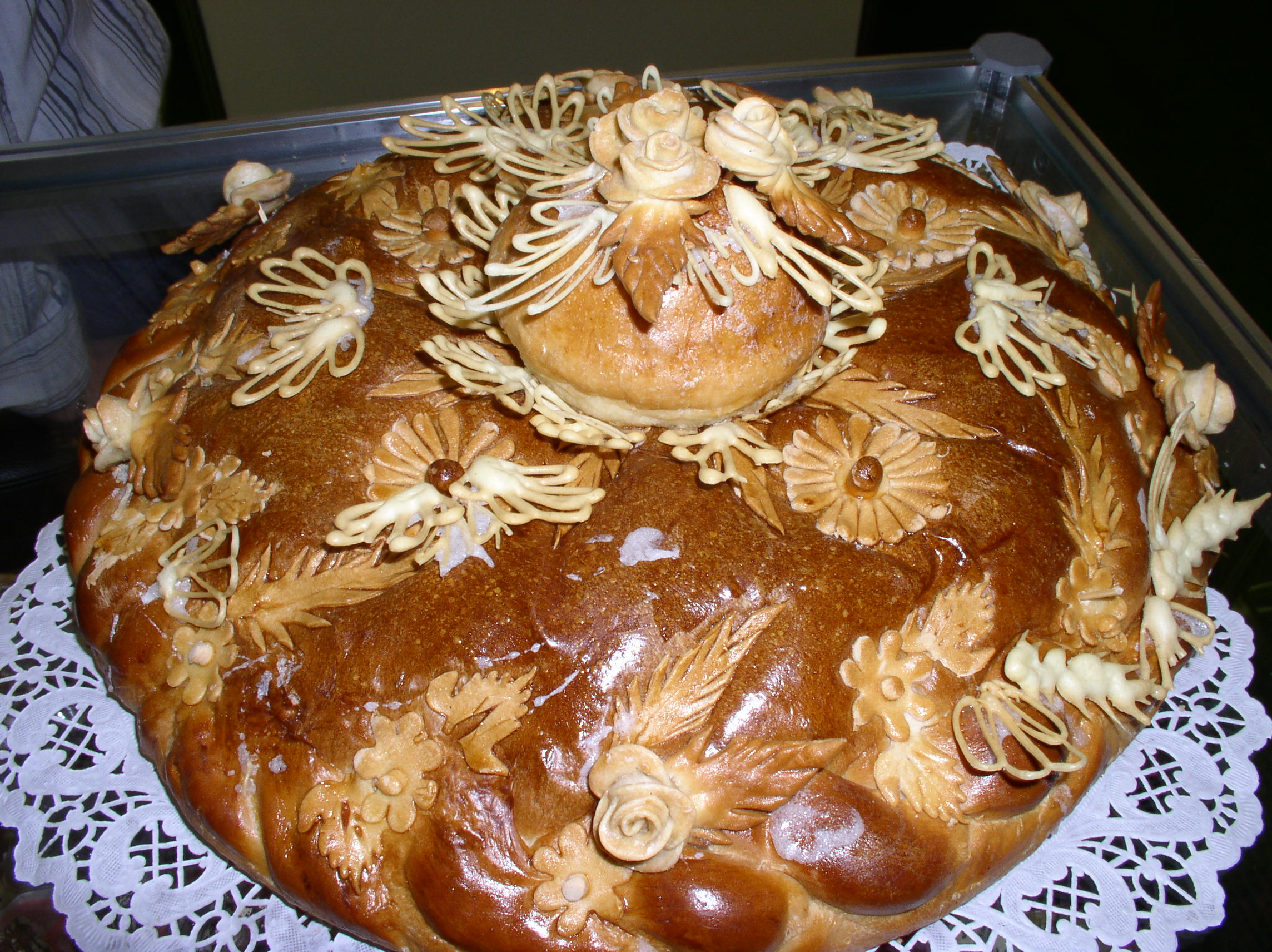
Белорусский каравай

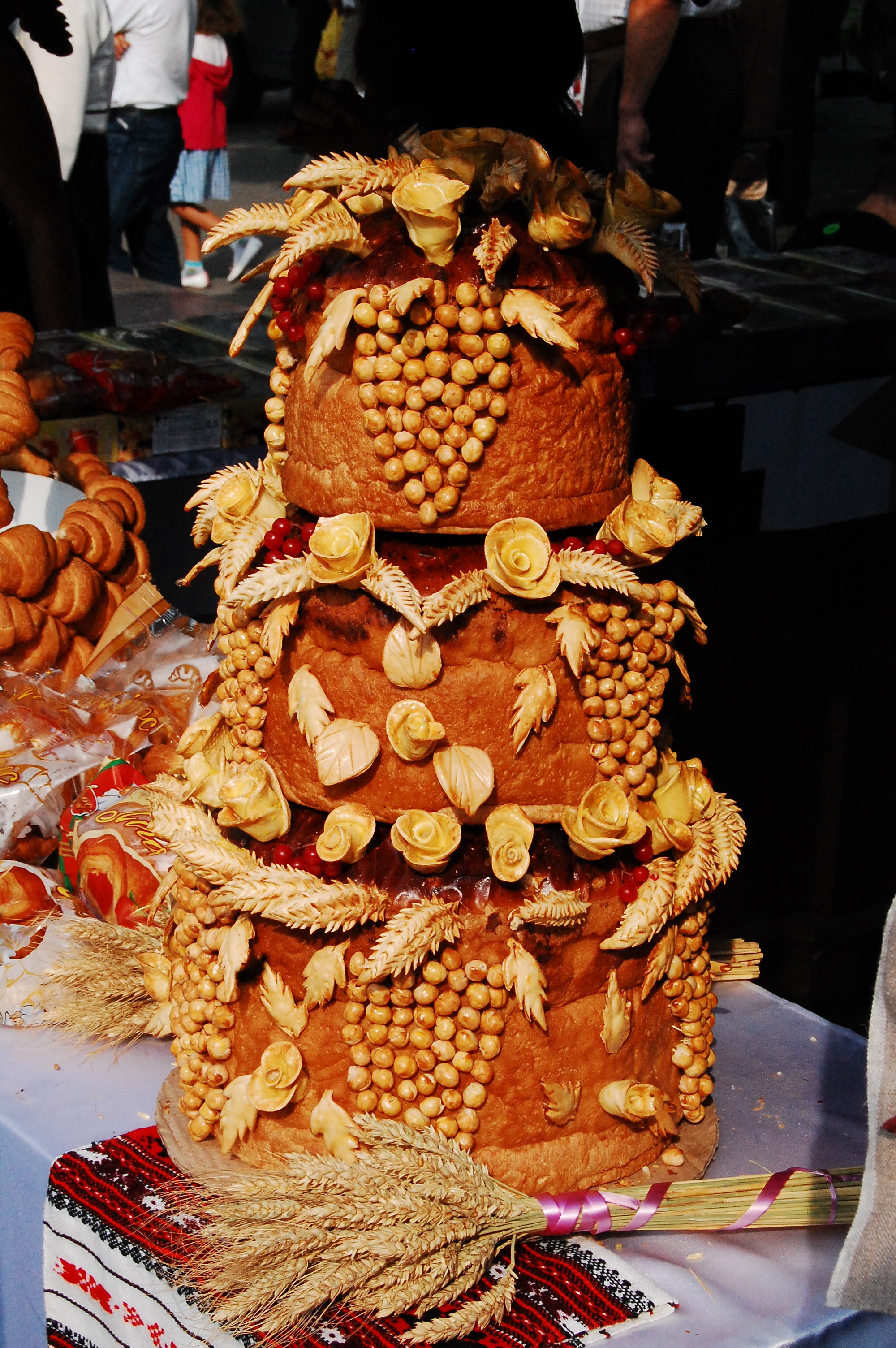
Каравай с праздника хлеба в Ивано-Франковске

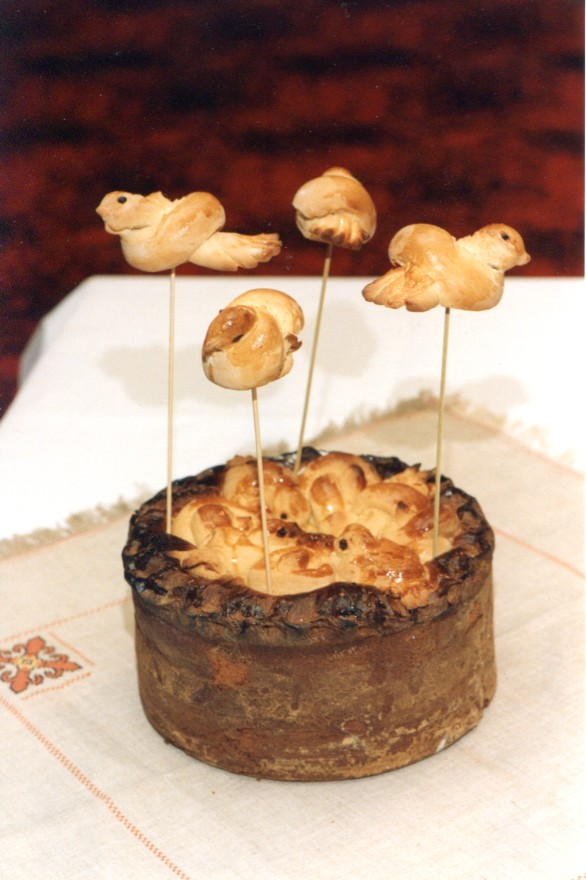
Традиционный свадебный украинско-карпатский каравай

## Название
Названия в родственных языках: укр. корова́й, болг. крава́й, сербохорв. краваj — «вид пирога, подаваемого жениху и невесте», словен. kravȃj, krávaj — «каравай». Вероятно, название произошло от слова рус. коро́ва, которое в русских диалектах имеет также значение «невеста» (смол.); дар должен был быть волшебным средством, чтобы вызвать плодовитость, подобно тому как бык символизировал жениха. Коровай по-белорусски называют также «я́ловіцей» (от «я́ловый»). Названия животных часто употребляют как названия изделий из теста: «коро́вушка», «рождественское печенье с украшениями» (череповецк.), пол. gąska, bусzek, укр. гу́ска, бичо́к, козу́ля — «пряник, имеющий форму коровы или оленя, ватрушка или пирог с яйцами, украшенный рогами».
Название «каравай» известно только восточным и южным славянам. Как обозначение ритуального хлеба, прежде всего свадебного, оно распространено главным образом на территории Украины, Белоруссии и  России, а также в восточной Польше; встречается, наряду с другими названиями и у южных славян (особенно у болгар). У западных славян для наименования главного свадебного хлеба часто используют термин koláč (для польской традиции — это практически единственный термин), известный в качестве названия различных свадебных хлебов также всем другим славянам (ср. калач). Выделение каравая как главного свадебного хлеба наиболее характерно для русских, белорусских и украинских традиций. В других славянских традициях функции каравая в большей или меньшей степени распределены между разными хлебными изделиями.